# Luciana Gimenez
Luciana Gimenez Morad (né le 3 novembre 1969 à São Paulo au Brésil) est un mannequin et une animatrice de télévision brésilienne d'origine libanaise. Elle anime depuis 2001 l'émission Superpop sur RedeTV!.

## Biographie
Elle est la fille d'une mère actrice très connue et d'un père chanteur de musique populaire brésilienne. Elle a commencé sa carrière dès l'âge de treize ans, ce qui lui permet de voyager partout dans le monde. Elle est passée par Hambourg, Milan, Paris et New York. 
Elle a eu un fils, Lucas, avec Mick Jagger alors que celui-ci était encore marié à sa deuxième femme, le mannequin américain Jerry Hall.

## Filmographie

### Télévision
- 2022 : Ta mère l'incruste de Rodrigo Sant'Anna : Kátia

### Cinéma
- 2010 : O Filme dos Espíritos de André Marouço : Roseli